# Lapics, a kis suszterinas
A Lapics, a kis suszterinas (eredeti cím: Čudnovate zgode šegrta Hlapića) 1997-ben bemutatott horvát–brit–német rajzfilm, amelynek Milan Blažeković Az elvarázsolt erdő és A varázskalap alkotója.
Horvátországban 1997-ben mutatták be a mozikban. Németországban 1997. október 23-án, Magyarországon 1998-ban adták ki VHS-en.

## Szereplők
| Szereplő            | Horvát hang          | Angol hang        | Magyar hang       |
| ------------------- | -------------------- | ----------------- | ----------------- |
| Lapics              | Ivan Gudeljević      | Cathy Weseluck    | Markovics Tamás   |
| Liza                | Maja Rožman          | Andrea Libman     | Mánya Zsófi       |
| Szimat              | Pero Juričić         | N/A               | Lázár Sándor      |
| Pico                | Tarik Filipović      | N/A               | Fekete Zoltán     |
| Zsivány patkány     | Relja Bašić          | Terry Klassen     | Galambos Péter    |
| Morcos mester       | Vlado Kovačević      | N/A               | Papp János        |
| Morcos néni         | Marina Nemet Brankov | N/A               | Szabó Éva         |
| Melvin              | Hrvoje Zalar         | Ian James Corlett | Minárovits Péter  |
| Medve               | Emil Glad            | N/A               | Versényi László   |
| Jana, az idős hölgy | Ljiljana Gener       | Janyse Jaud       | Kassai Ilona      |
| Melvin mamája       | Božidarka Frajt      | Janyse Jaud       | Zsurzs Kati       |
| Marco               | Zorko Sirotić        | Janyse Jaud       | Stukovszky Tamás  |
| Marco mamája        | Ivana Bakarić        | N/A               | Farkasinszky Edit |
| Polgármester        | Ivo Rogulja          | N/A               | Csuha Lajos       |
| Polgármester fia    | Barbara Rocco        | N/A               | Riha Zsófi        |
| Borz                | Slavko Brankov       | N/A               | Albert Gábor      |
| Kocsmáros           | Mate Ergović         | N/A               | Breyer Zoltán     |
| Nyúl                | Marinko Prga         | N/A               | Besenczi Árpád    |
| Körhintás           | Tarik Filipović      | N/A               | Besenczi Árpád    |
| Róka                | Sven Šestak          | N/A               | Juhász György     |
| Cirkuszigazgató     | Pero Juričić         | N/A               | Juhász György     |
| Sólyom              | Mladen Crnobrnja     | N/A               | Rudas István      |
| Marco papája        | Ivica Vidović        | N/A               | Rudas István      |
| Narrátor            | Zlatko Crnković      | N/A               | Bozai József      |

További magyar hangok: Bolba Tamás, Imre István, Némedi Mari, Szokol Péter

## Betétdalok
| Magyar                        | Magyar                                  | Horvát               | Angol                       | Angol                              |
| Dal                           | Előadó                                  | Dal                  | Dal                         | Előadó                             |
| ----------------------------- | --------------------------------------- | -------------------- | --------------------------- | ---------------------------------- |
| Cipők dala                    | Bolba Tamás Csuha Lajos Náray Erika     | Pjesma cipelica      | Shoe Song                   | Munich All-Stars Choir             |
| Zsivány patkány dala          | Galambos Péter Bolba Tamás Náray Erika  | Pjesma Crnog Štakora | Dirty Rat                   | Eric Brodka Munich All-Stars Choir |
| A farmerek, mind jó barátok   | Bolba Tamás Csuha Lajos Versényi László | Pjesma žetelaca      | Farmers and Friends Forever | Munich All-Stars Choir             |
| Fogd meg kezem                | Markovics Tamás Mánya Zsófi             | Pjesma prognanika    | Take my Hand                | Manuel Straube Maren Rainer        |
| Fogd meg kezem (Pop változat) | Fogd meg kezem (Pop változat)           | Ljubav sve pozlati   | Take my Hand (Pop Version)  | Jane Bogart                        |

## Televíziós megjelenések
HBO, Duna TV 